# Opération programmée d'amélioration thermique et énergétique des bâtiments
| Sigles de 2 caractères   |
| Sigles de 3 caractères   |
| Sigles de 4 caractères   |
| ► Sigles de 5 caractères |
| Sigles de 6 caractères   |
| Sigles de 7 caractères   |
| Sigles de 8 caractères   |

Le sigle OPATB signifie Opération programmée d’amélioration thermique et énergétique des bâtiments.